# James O'Connor (football, 1979)
Pour les articles homonymes, voir O'Connor et James O'Connor.
James O'Connor, est un footballeur irlandais né le 1er septembre 1979 à Dublin. Il était milieu de terrain durant sa carrière professionnelle. Il s'est reconverti comme entraîneur.
Il est le frère aîné de Danny, footballeur entre 1999 et 2014, et de Kevin O'Connor, également footballeur entre 2005 et 2017.

## Biographie

### Carrière d'entraîneur
Au début de la saison 2013 du Orlando City SC, il est nommé entraîneur adjoint d'Adrian Heath. Puis, le 4 juin 2014, il est nommé entraîneur de la nouvelle franchise de la USL, le Louisville City FC. En mars 2017, il prolonge son contrat avec Louisville City jusqu'à 2020.
Le 29 juin 2018, Louisville annonce qu'il quitterait le club après la rencontre contre les Red Bulls II de New York, pour devenir le nouvel entraîneur du Orlando City SC, évoluant en MLS, en remplacement de Jason Kreis, qui a été limogé deux semaines plus tôt.
En janvier 2020, James O'Connor, libre depuis son congédiement par Orlando City en octobre 2019 revient à Louisville en qualité de vice-président. Le 27 avril 2022, il devient président du Soccer Holdings LLC, — propriétaire de Louisville City et du Racing Louisville — en remplacement de Brad Estes,.

## Palmarès

### En tant que joueur
- Avec  Stoke City
  - Vainqueur de l'EFL Trophy en 2000

- Avec  Orlando City
  - Vainqueur de la USL Pro en 2013

### En tant qu'entraîneur
- Avec  Louisville City
  - Vainqueur de la Coupe USL en 2017

## Statistiques

### Statistiques de joueur
| Saison                | Club                  | Championnat           | Championnat | Championnat | Coupe nationale | Coupe nationale | Coupe de la Ligue | Coupe de la Ligue | EFL Trophy | EFL Trophy | Séries | Séries | Total | Total |
| Saison                | Club                  | Division              | M.          | B.          | M.              | B.              | M.                | B.                | M.         | B.         | M.     | B.     | M.    | B.    |
| 1998-1999             | Stoke City            | Second Division       | 4           | 0           | -               | -               | -                 | -                 | 1          | 0          | -      | -      | 5     | 0     |
| 1999-2000             | Stoke City            | Second Division       | 42          | 5           | 1               | 0               | 3                 | 1                 | 7          | 2          | 2      | 0      | 55    | 8     |
| 2000-2001             | Stoke City            | Second Division       | 44          | 8           | 1               | 0               | 5                 | 2                 | 2          | 0          | 2      | 0      | 54    | 10    |
| 2001-2002             | Stoke City            | Second Division       | 43          | 2           | 4               | 0               | -                 | -                 | -          | -          | 3      | 1      | 50    | 3     |
| 2002-2003             | Stoke City            | First Division        | 43          | 0           | 3               | 0               | 1                 | 0                 | -          | -          | -      | -      | 47    | 0     |
| Sous-total            | Sous-total            | Sous-total            | 176         | 16          | 9               | 0               | 9                 | 3                 | 10         | 2          | 7      | 1      | 211   | 22    |
| 2003-2004             | West Bromwich Albion  | First Division        | 30          | 0           | 1               | 0               | 5                 | 0                 | -          | -          | -      | -      | 36    | 0     |
| 2004-2005             | West Bromwich Albion  | Premier League        | -           | -           | 1               | 0               | 1                 | 0                 | -          | -          | -      | -      | 2     | 0     |
| Sous-total            | Sous-total            | Sous-total            | 30          | 0           | 2               | 0               | 6                 | 0                 | 0          | 0          | 0      | 0      | 38    | 0     |
| 2004-2005             | Burnley FC            | Championship          | 21          | 2           | 1               | 0               | 1                 | 0                 | -          | -          | -      | -      | 23    | 2     |
| 2005-2006             | Burnley FC            | Championship          | 45          | 3           | 1               | 0               | 3                 | 0                 | -          | -          | -      | -      | 49    | 3     |
| 2006-2007             | Burnley FC            | Championship          | 42          | 3           | 1               | 0               | 1                 | 0                 | -          | -          | -      | -      | 44    | 3     |
| 2007-2008             | Burnley FC            | Championship          | 29          | 3           | 1               | 0               | 3                 | 0                 | -          | -          | -      | -      | 33    | 3     |
| Sous-total            | Sous-total            | Sous-total            | 137         | 11          | 4               | 0               | 8                 | 0                 | 0          | 0          | 0      | 0      | 149   | 11    |
| 2008-2009             | Sheffield Wednesday   | Championship          | 41          | 0           | 1               | 0               | 1                 | 0                 | -          | -          | -      | -      | 43    | 0     |
| 2009-2010             | Sheffield Wednesday   | Championship          | 44          | 3           | 1               | 0               | 1                 | 0                 | -          | -          | -      | -      | 46    | 3     |
| 2010-2011             | Sheffield Wednesday   | League One            | 36          | 2           | 4               | 0               | 2                 | 0                 | 3          | 2          | -      | -      | 45    | 4     |
| 2011-2012             | Sheffield Wednesday   | League One            | 18          | 1           | 1               | 0               | 2                 | 0                 | 1          | 0          | -      | -      | 22    | 1     |
| Sous-total            | Sous-total            | Sous-total            | 139         | 6           | 7               | 0               | 6                 | 0                 | 4          | 2          | 0      | 0      | 156   | 8     |
| 2012                  | Orlando City          | USL Pro               | 21          | 0           | 1               | 0               | -                 | -                 | -          | -          | 1      | 0      | 23    | 0     |
| 2013                  | Orlando City          | USL Pro               | 17          | 0           | 3               | 0               | -                 | -                 | -          | -          | 3      | 0      | 23    | 0     |
| 2014                  | Orlando City          | USL Pro               | 1           | 0           | -               | -               | -                 | -                 | -          | -          | -      | -      | 1     | 0     |
| Sous-total            | Sous-total            | Sous-total            | 39          | 0           | 4               | 0               | -                 | -                 | -          | -          | 4      | 0      | 47    | 0     |
| Total sur la carrière | Total sur la carrière | Total sur la carrière | 521         | 33          | 26              | 0               | 29                | 3                 | 14         | 4          | 11     | 1      | 601   | 41    |

### Statistiques d'entraîneur
| Louisville City | 4 juin 2014    | 30 juin 2018 | 125 | 71 | 28 | 26 | 56,8 |
| Orlando City    | 2 juillet 2018 |              | 5   | 1  | 0  | 4  | 20,0 |